# Болотаев, Заур Георгиевич
Заур Георгиевич Болотаев (род. 28 июля 1981, Москва) — российский кинорежиссёр, кинопродюсер и кинооператор.

## Биография
Окончил операторский факультет ВГИКа (мастерская Л. И. Калашникова, А. Г. Рыбина, В. В. Доброницкого).
Режиссёр-постановщик картин: «Жених» (2016), «Бородач. Понять и простить» (телесериал, 2016 — н.в.), «Моими глазами» (телесериал, 2012), «Интерны» (телесериал, 2010—2016).
Продюсер картин: «Невеста» (2016), «Записки из рая» (2016), «Брат Дэян» (2015), «Комбинат Надежда» (2014), «СашаТаня» (телесериал, 2013 — н.в.), «Интимные места» (2013), «Пока ночь не разлучит» (2012), «Универ. Новая общага» (телесериал, 2013—2018), «Зайцев+1» (телесериал, 2011—2014).
Оператор-постановщик картин: «Моими глазами» (телесериал, 2012), «Зайцев+1» (телесериал, 2011—2014), «Обратное движение» (2010), «Интерны» (телесериал, 2010—2016), «Школьницы» (2009), «Фига.Ro» (2009), «Семейка Ады» (2008), «Домовой» (2008), «Груз 200» (2007), «Бумер. Фильм второй» (2006), «Жмурки» (2005).

## Личная жизнь
Женат, двое детей.

## Фильмография
| Год       |   | Название                   | Роль                         |
| --------- | - | -------------------------- | ---------------------------- |
| 2005      | ф | Жмурки                     | второй оператор              |
| 2006      | ф | Бумер. Фильм второй        | второй оператор              |
| 2007      | ф | Груз 200                   | второй оператор              |
| 2010—2016 | с | Интерны                    | режиссёр, оператор           |
| 2011—2014 | с | Зайцев+1                   | оператор, продюсер           |
| 2013      | с | Моими глазами              | режиссёр, оператор, продюсер |
| 2016      | с | Бородач. Понять и простить | режиссёр                     |